# Giants (Chicane)
Giants è il quarto album in studio del disc jockey e musicista britannico Chicane, pubblicato nel 2010.

## Tracce
1. Barefoot – 6:04
2. Middledistancerunner (feat. Adam Young) – 5:52
3. Come Back (feat. Paul Young) – 7:28
4. What Am I Doing Here? (Part 1) – 3:45
5. Giants – 7:01
6. Poppiholla (5am) – 5:06
7. So Far Out to Sea – 5:37
8. Where Do I Start? – 4:31
9. From Where I Stand – 6:38
10. Hiding All the Stars – 5:43
11. What Am I Doing Here? (Part 2) (feat. Lemar) – 6:26
12. Titles – 4:26

Bonus track
1. Middledistancerunner (DC Rework Edit) – 3:53